# ویلوگورا (استان اشوی‌داشکسیه)
ویلوگورا (به لهستانی: Wielogóra) یک منطقهٔ مسکونی در لهستان است که در گمینا سامبوژتس واقع شده‌است. ویلوگورا ۲۰۰ نفر جمعیت دارد.